# Ved Kjøge Aa og Vallø Slot
|  | Denne artikel er oprettet af botten PalnaBot ud fra en ekstern database. Den kan derfor have sproglige fejl eller mangler. Denne skabelon kan fjernes efter kontrol af indholdet. |

Ved Kjøge Aa og Vallø Slot er en film med ukendt instruktør.

## Handling
Drenge ror på Køge Å. Brogade i Køge. Færdsel over broen. Mere bro, set fra åen. Pige sidder i græs med en gås. Børn ved åen. Drenge med sejlbåd. Drenge fisker. Landlig idyl. VaIlø slot. Dame besøger slottet. Børn på bænk. Slottets have. Blomster. Lille stråtækt hus på landet. Dame med paraply går over broen ind til slottet.